# Lya De Putti
Lya De Putti, all'anagrafe Amalia de Putti (Vojčice, 10 gennaio 1897 – New York, 27 novembre 1931), è stata un'attrice ungherese.

## Biografia
Nata Amalia de Putti a Vécse, in Ungheria (l'attuale Vojčice, in Slovacchia), era una dei quattro figli di Julius de Putti e della contessa Maria Katarina Hoyos. Aveva due fratelli, Geza e Alexander, e una sorella, Mitzi. Cominciò la sua carriera teatrale nel circuito del vaudeville. Il suo debutto sullo schermo risale al 1918. A Berlino entrò a far parte di un corpo di ballo fino a diventare, nel 1924, prima ballerina al Berlin Winter Garden. Fu a quell'epoca che fu notata dal regista tedesco Joe May, che le offrì l'occasione di avere un ruolo importante nel suo film Das indische Grabmal zweiter Teil - Der Tiger von Eschnapur. A questo seguirono un Manon Lescaut e Varieté, due produzioni UFA, nelle quali aveva come partner Emil Jannings.
In Germania Lya De Putti lavorò accanto ad attori quali Conrad Veidt, Alfred Abel, Werner Krauss, Grete Mosheim e Lil Dagover, e venne diretta da registi quali Friedrich Wilhelm Murnau e Fritz Lang. Il personaggio che interpretava sullo schermo era quello della femme fatale: sfoggiando un taglio alla maschietta, come quelli celebri di Louise Brooks o Colleen Moore, era diventata uno dei nomi più noti del cinema europeo. Quando nel 1926 si recò a Hollywood, lavorò con David Wark Griffith, ma il film, L'angoscia di Satana, non ebbe successo. L'arrivo del sonoro mise fine alla sua carriera hollywoodiana. Girò un solo film parlato, il britannico The Informer, ma dovette essere doppiata da un'altra attrice.
Tentò di salvare la sua carriera tornando al teatro, ma senza risultato. Si ritirò allora dalle scene. Lya De Putti morì all'età di 34 anni, nel 1931, all'Harbor Sanitorium di New York. La causa del decesso fu una polmonite contratta dopo un intervento chirurgico effettuato per rimuovere un osso di pollo dalla gola. Venne sepolta al Ferncliff Cemetery di Hartsdale.

## Vita privata
A 16 anni si sposò con un magistrato locale, Zoltán Szepessy, da cui ebbe due figli. I due divorziarono nel 1918 quando Lya De Putti lasciò la famiglia per intraprendere la carriera artistica come ballerina. In seguito, l'attrice fu considerata la fidanzata del conte Ludwig Salm von Hoogstraten, che era ufficialmente sposato con l'ereditiera Millicent Rogers, la nipote del fondatore della Standard Oil; la voce del loro fidanzamento venne comunque smentita dalla De Putti.

## Nella cultura di massa
Nel film del 1972 Cabaret, la protagonista Sally Bowles - attrice, ballerina e cantante interpretata da Liza Minnelli - dichiara che il suo sogno è quello di diventare come il suo idolo, Lya De Putti.

## Filmografia

### Attrice
- A Császár katonái, regia di Béla Balogh (1918)
- Pe valurile fericirii, regia di Dolly A. Szigethy (1920)
- Zigeunerblut, regia di Karl Otto Krause (1920)
- Du bist das Leben, regia di Franz Eckstein (1921)
- Das indische Grabmal zweiter Teil - Der Tiger von Eschnapur, regia di Joe May (1921)
- Die Liebschaften des Hektor Dalmore, regia di Richard Oswald (1921)
- Treibende Kraft, regia di Zoltán Nagy (1921)
- Ilona, regia di Robert Dinesen (1921)
- Das indische Grabmal erster Teil - Die Sendung des Yoghi, regia di Joe May (1921)
- Othello, regia di Dmitrij Buchoveckij (1922)
- La terra che brucia (Der brennende Acker), regia di Friedrich Wilhelm Murnau (1922)
- Fantasma (Phantom), regia di Friedrich Wilhelm Murnau (1922)
- Die drei Marien und der Herr von Marana, regia di Reinhold Schünzel (1923)
- L'abisso della morte (Die Schlucht des Todes), regia di Luciano Albertini (attore)Luciano Albertini, Albert-Francis Bertoni (1923)
- Die Fledermaus, regia di Max Mack (1923)
- S.O.S. Die Insel der Tränen, regia di Lothar Mendes (1923)
- Thamar, das Kind der Berge, regia di Robert Dinesen (1924)
- Malva, regia di Robert Dinesen (1924)
- Claire, regia di Robert Dinesen (1925)
- Ein Weihnachtsfilm für Große, regia di Paul Heidemann (1925)
- Im Namen des Kaisers, regia di Robert Dinesen (1925)
- Komödianten, regia di Karl Grune (1925)
- Eifersucht, regia di Karl Grune (1925)
- Varieté, regia di Ewald André Dupont (1925)
- Manon Lescaut, regia di Arthur Robison (1926)
- Junges Blut, regia di Manfred Noa (1926)
- L'angoscia di Satana (The Sorrows of Satan), regia di David Wark Griffith (1926)
- Prince of Tempters, regia di Lothar Mendes (1926)
- L'ultimo porto (God Gave Me Twenty Cents), regia di Herbert Brenon (1926)
- The Heart Thief, regia di Nils Olaf Chrisander (1927)
- Buck Privates, regia di Melville W. Brown (1928)
- Midnight Rose, regia di James Young (1928)
- Charlott etwas verrückt, regia di Adolf E. Licho (1928)
- The Scarlet Lady, regia di Alan Crosland (1928)
- The Informer, regia di Arthur Robison (1929)

### Film o documentari dove appare Lya De Putti
- Rund um die Liebe, regia di Oskar Kalbus - filmati di repertorio (1929)
- Tempi magnifici (Herrliche Zeiten), regia di Erik Ode e Günter Neumann (1950)
- Das gab's nur einmal, regia di Géza von Bolváry (1958)
- Le dee dell'amore (documentario), regia di Saul J. Turell (1965)
- Cinema Europe: The Other Hollywood mini serie tv (1995)
- Die Geschichte des erotischen Films (film tv), regia di Claire Wilisch (2004)